# Isabelle d'Urgell
Pour l’article homonyme, voir Isabelle d'Urgell (1409-1459).
Titres
Reine d'Aragon
1063 – 1070
Comtesse de Berga et de Cerdagne
1071 – 1071
Isabelle d'Urgell, née au milieu du XIe siècle et morte en 1071, est la fille du comte d'Urgell Armengol III. Elle épouse en 1063 le roi d'Aragon Sanche Ier, et devient reine d'Aragon. Les deux époux se séparent en 1070 et elle se remarie l'année suivante avec le comte de Cerdagne Guillaume Ier. Elle meurt cependant la même année.

## Biographie

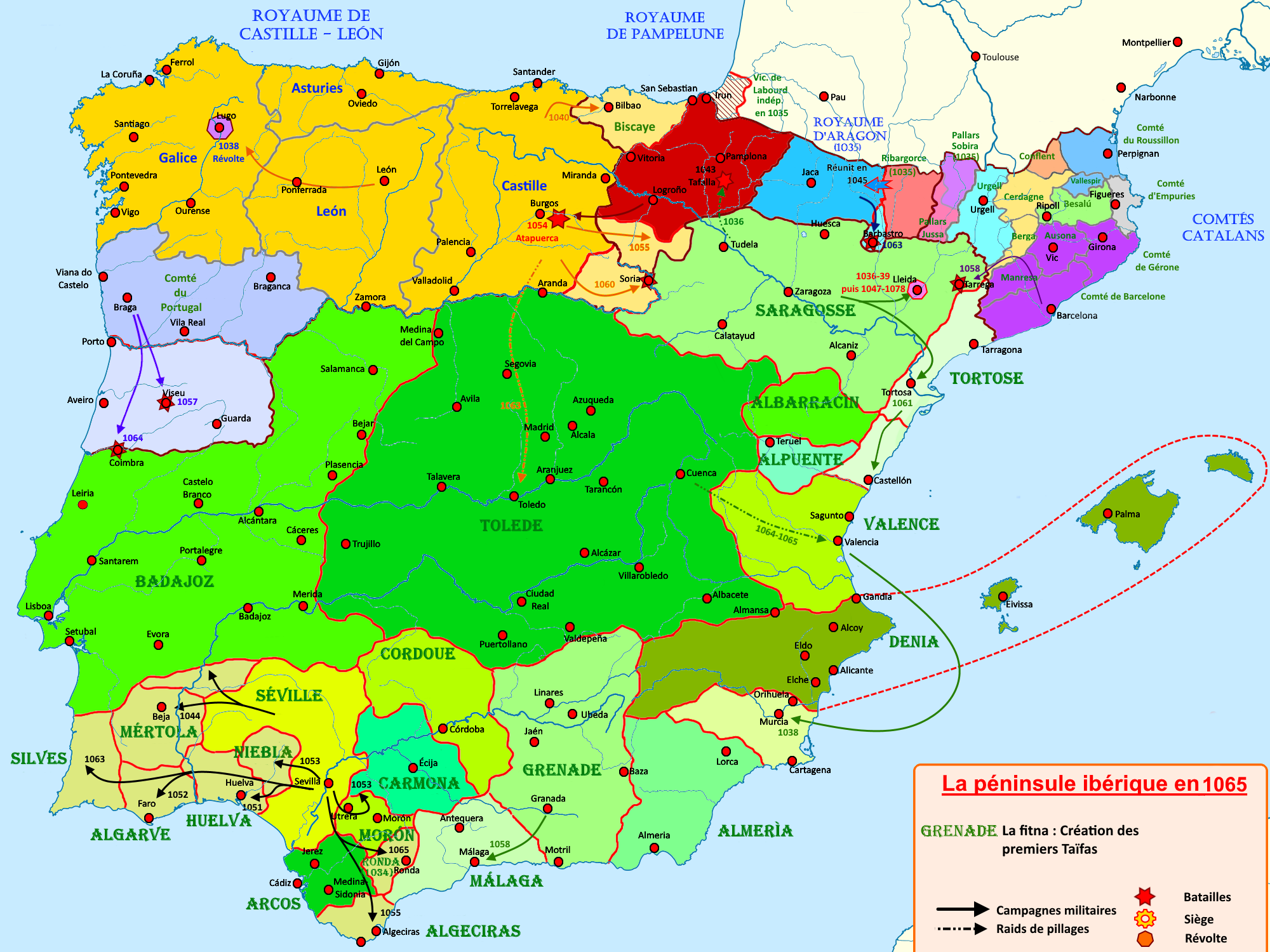
La péninsule ibérique en 1065.

Isabelle naît à une date inconnue, probablement au milieu du XIe siècle. Elle est la fille du comte d'Urgell, Armengol III et de la fille du comte de Besalú, Adélaïde.
Son père est à la recherche d'une alliance contre son puissant rival barcelonais, le comte Raimond-Bérenger Ier et il trouve l'appui du roi d'Aragon, Ramire Ier. En 1063, Isabelle épouse donc l'héritier du trône d'Aragon, Sanche.
Elle disparaît de la documentation aragonaise vers 1070, ce qui fait penser qu'elle est répudiée par son mari vers cette date. Sanche Ier s'étant rendu à Rome en 1068 pour y rencontrer le pape Alexandre II, il est possible qu'il y ait obtenu son accord pour se séparer d'Isabelle. 
Isabelle d'Urgell se remarie rapidement avec le comte de Cerdagne Guillaume-Raymond, un proche du comte de Barcelone. Elle meurt cependant la même année. Elle est enterrée au monastère Saint-Jean de la Peña, près de son premier époux.

## Mariages et descendance
Isabelle épouse Sanche Ier en 1063. De cette union naît un fils connu :
- Pierre Ier d'Aragon (vers 1068-1104), roi de Navarre et d'Aragon, de 1094 à 1104.

Séparée de son mari vers 1070, elle se remarie avec le comte de Cerdagne Guillaume Ier, mais sa mort prématurée la même année laisse le couple sans enfant.

### Sources
- (en) Cet article est partiellement ou en totalité issu de l’article de Wikipédia en anglais intitulé « Isabella of Urgell » (voir la liste des auteurs).